# Lupi (Camarines Sur)
Lupi is een gemeente in de Filipijnse provincie Camarines Sur op het eiland Luzon. Bij de laatste census in 2007 had de gemeente bijna 28 duizend inwoners.

## Geografie

### Bestuurlijke indeling
Lupi is onderverdeeld in de volgende 38 barangays:
| - Alleomar - Bagangan Sr. - Bagong Sikat - Bangon - Barrera Jr. - Barrera Sr. - Bel-Cruz - Belwang - Buenasuerte - Bulawan Jr. - Bulawan Sr. - Cabutagan - Casay | - Colacling - Cristo Rey - Del Carmen - Haguimit - Haluban - Kaibigan - La Purisima - Lourdes - Mangcawayan - Napolidan - Poblacion - Polantuna - Sagrada | - Salvacion - San Isidro - San Jose - San Pedro - San Rafael Norte - San Rafael Sur - San Ramon - San Vicente - Sooc - Tanawan - Tapi - Tible |

## Demografie
Lupi had bij de census van 2007 een inwoneraantal van 27.630 mensen. Dit zijn 1.482 mensen (5,7%) meer dan bij de vorige census van 2000. De gemiddelde jaarlijkse groei komt daarmee uit op 0,76%, hetgeen lager is dan het landelijk jaarlijks gemiddelde over deze periode (2,04%). Vergeleken met de census van 1995 is het aantal mensen met 2.240 (8,8%) toegenomen.

De bevolkingsdichtheid van Lupi was ten tijde van de laatste census, met 27.630 inwoners op 199,12 km², 138,8 mensen per km².